# Santo Spirito
Santo Spirito är en mindre basilika i Florens, helgad åt den Helige Ande. Kyrkan, som är belägen i kvarteret Oltrarno, konsekrerades år 1481.
Santo Spirito ritades av Filippo Brunelleschi och har ett latinskt kors som grundplan. Interiören med sina kolonner och arkader präglas av harmoni och rymd. I slutet av 1400-talet uppfördes sakristian med vestibul av Giuliano da Sangallo och Simone del Pollaiolo.

## Bilder

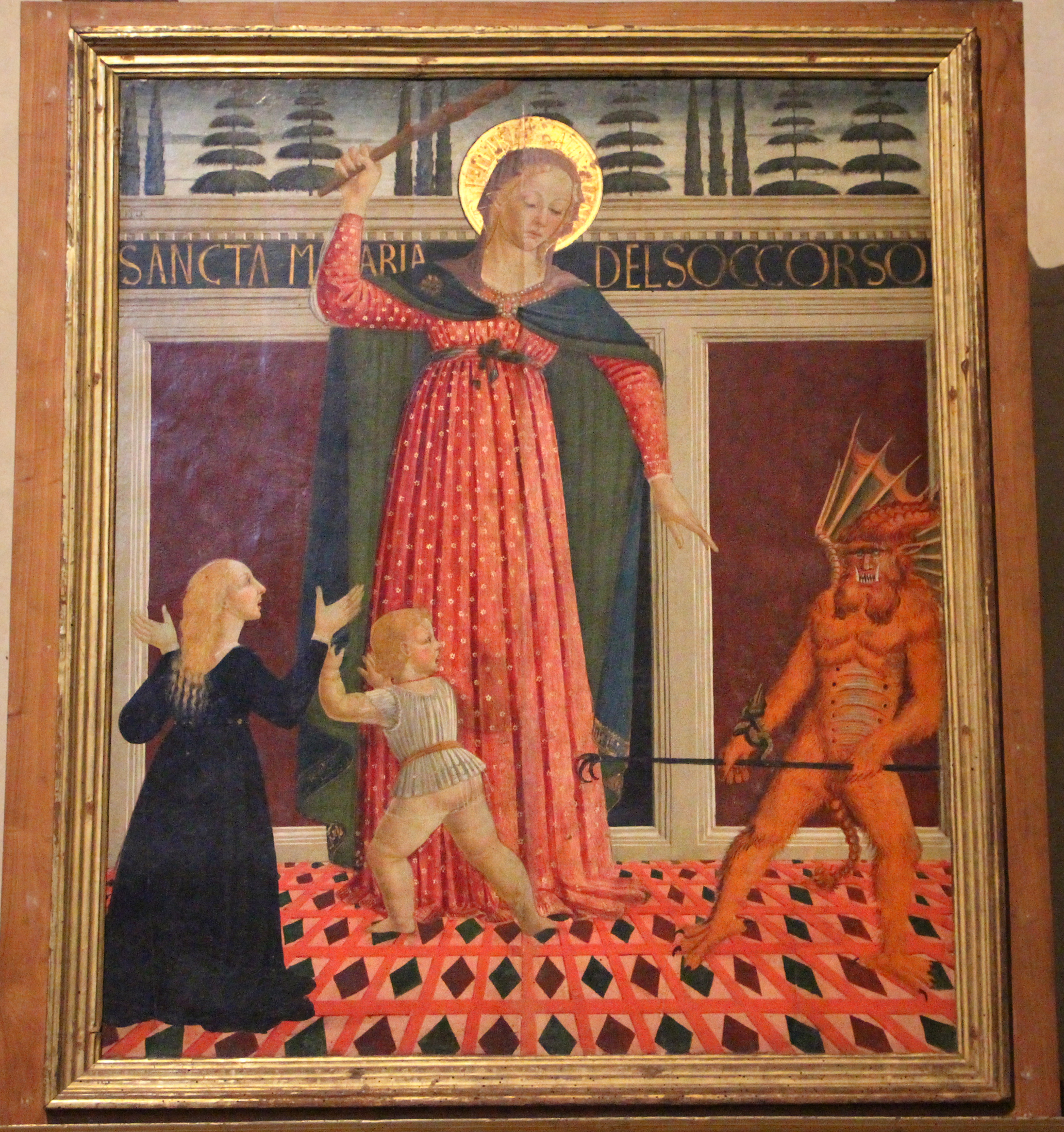
Madonna del Soccorso av Domenico di Zanobi.
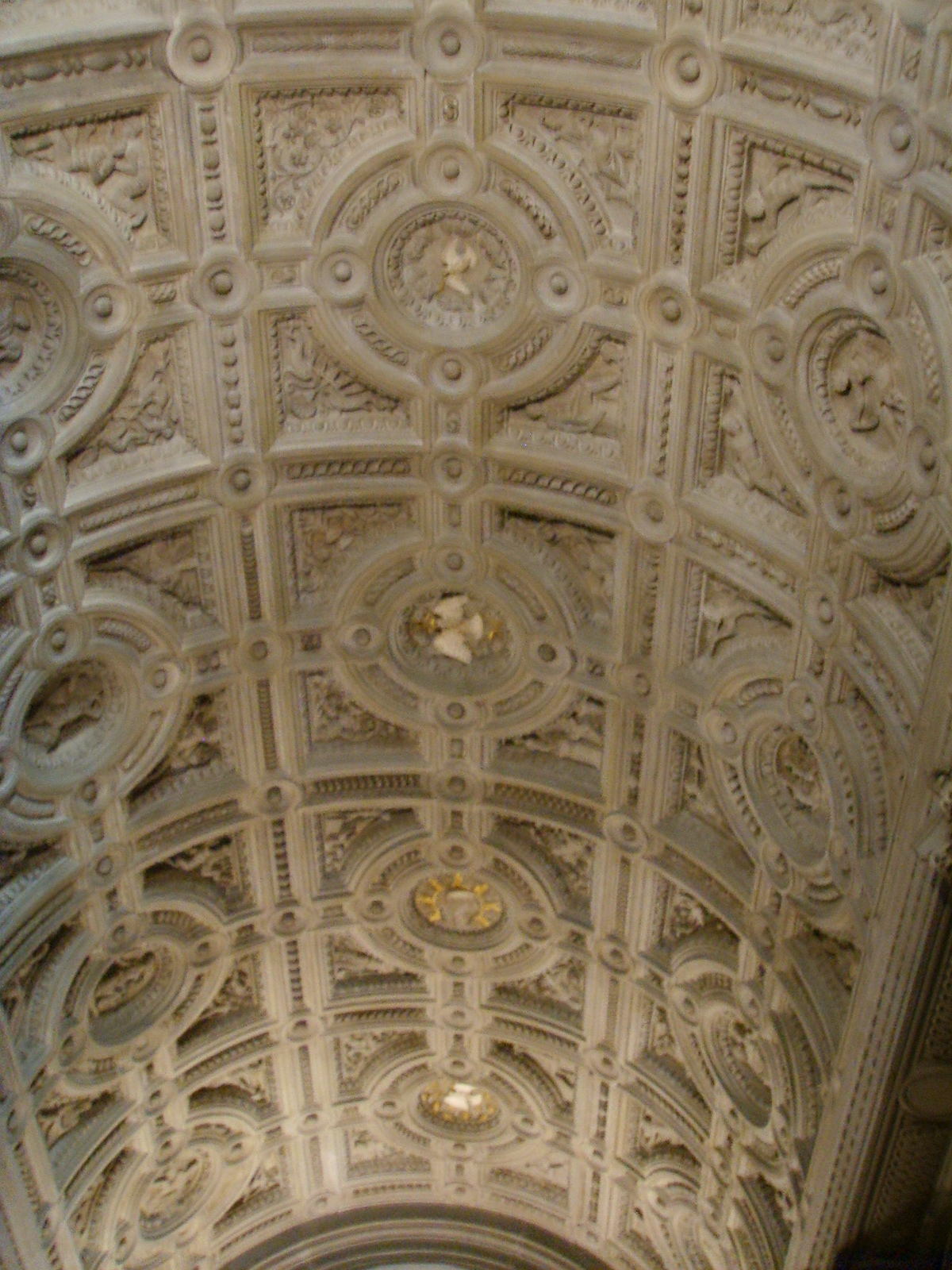
Det kassetterade tunnvalvet i sakristians vestibul.